# Louisa Garrett Anderson

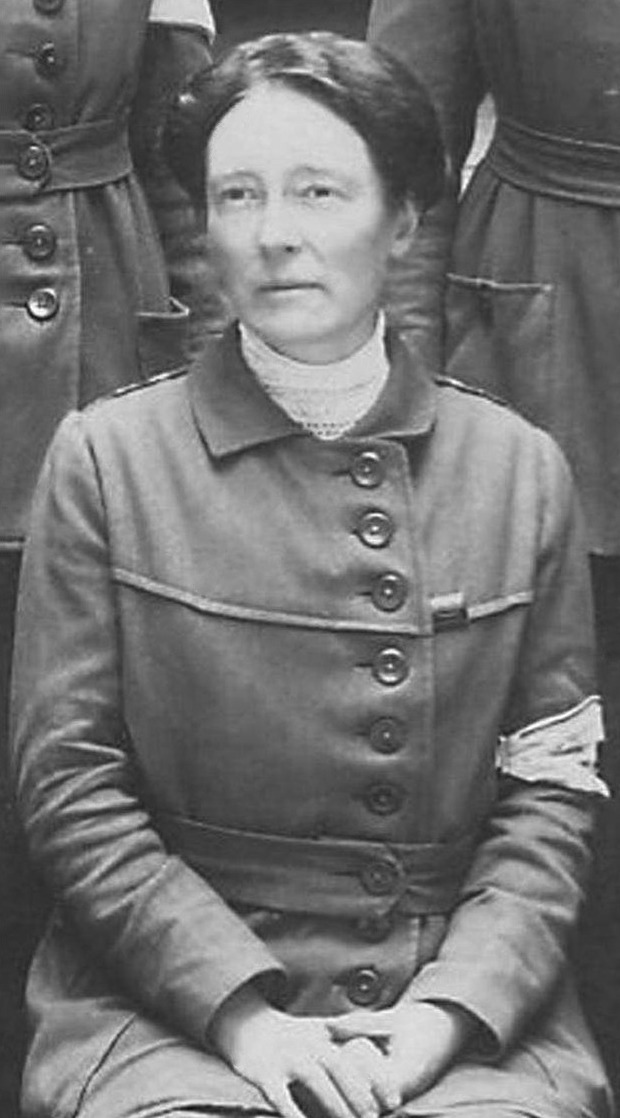
Louisa Anderson, 1914

Louisa Garrett Anderson CBE (* 28. Juli 1873 in Aldeburgh, Suffolk; † 11. November 1943 in Penn, Buckinghamshire) war eine britische Ärztin und Suffragette. Sie war die Leiterin des Women’s Hospital Corps und Mitglied der Royal Society of Medicine.

## Leben
Louisa Anderson war die jüngste Tochter von drei Kindern des schottischen Reeders James George Skelton Anderson († 1907) und seiner Ehefrau Elizabeth Garrett (1836–1917), die die erste Ärztin im Vereinigten Königreich sowie das erste weibliche Mitglied der British Medical Association (BMA) war.
Sie studierte Medizin an der St Leonards School in St Andrews und an der London School of Medicine for Women. Später arbeitete sie als Ärztin in ihrer privaten Praxis und in Krankenhäusern. Durch ihre Mutter und ihre Tante, Millicent Garrett Fawcett DBE (1847–1929), eine bekannte Frauenrechtlerin, lernte Louisa Aktivisten für das Frauenwahlrecht kennen und schloss sich der Women’s Social and Political Union (WSPU) an. Nach einer ersten Verhaftung 1912, ausgelöst durch eine Verbalattacke, wurde Anderson zunehmend radikaler im Kampf für Frauenrechte.
Während des Ersten Weltkriegs diente Anderson in Frankreich und gehörte dem Women's Hospital Corps (WHC) an. Zusammen mit ihrer Kollegin und späteren Lebensgefährtin, Dr. Flora Murray, gründete sie Lazarette für die französischen Soldaten in Paris und Wimereux. Sie schrieb viele medizinische Artikel und veröffentlichte eine Biographie („Elizabeth Garrett Anderson, 1836–1917“) über ihre Mutter im Jahre 1939. Louisa Garrett Anderson starb an den Folgen eines Herzinfarkts und wurde auf dem Friedhof Holy Trinity Church Cemetery, Buckinghamshire, bestattet.

## Titel und Auszeichnungen
- 1917 Commander of the British Empire (CBE)